# Babyface (nhạc sĩ)
Kenneth Brian Edmonds (sinh ngày 10 tháng 4 năm 1959, nghệ danh: Babyface), là một ca sĩ, nhạc sĩ kiêm nhà sản xuất âm nhạc quốc tịch Hoa Kỳ. Kenneth đã sáng tác và sản xuất trên 26 đĩa đơn R&B đạt hạng nhất bảng xếp hạng trong suốt sự nghiệp của mình. Anh cũng vinh dự giành được 11 giải Grammy kể từ năm 1993 đến nay.

## Giải thưởng
Ngày 30 tháng 8 năm 2006, Babyface vinh dự nhận danh hiệu biểu tượng BMI Icon tại Giải BMI Urban Awards hàng năm lần thứ 6 (giải thưởng của cục biểu diễn nghệ thuật BMI). Xuyên suốt sự nghiệp, Babyface đã từng thắng một giải Song of the Year (Bài hát của năm) với ca khúc "Breathe Again" viết cho Toni Braxton năm 1994, bảy giải Pop Songwriter of the Year (Nhạc sĩ Pop của năm) trong tổng số 51 giải BMI.
Babyface nhận ngôi sao thứ 2508 trên Đại lộ Danh vọng vào ngày 10 tháng 10 năm 2013, ngôi sao này được đặt tại số 6270 đường Hollywood Boulevard.

### Giải Grammy
| Năm  | Tác phẩm                                                | Hạng mục                                                                 | Kết quả   |
| ---- | ------------------------------------------------------- | ------------------------------------------------------------------------ | --------- |
| 1989 | —                                                       | Producer of the Year (Non-Classical)                                     | Đề cử     |
| 1989 | "Don't Be Cruel"                                        | Best Rhythm & Blues Song                                                 | Đề cử     |
| 1990 | "Every Little Step"                                     | Best Rhythm & Blues Song                                                 | Đề cử     |
| 1990 | "Superwoman"                                            | Best Rhythm & Blues Song                                                 | Đề cử     |
| 1990 | "It's No Crime"                                         | Best R&B Instrumental Performance                                        | Đề cử     |
| 1990 | —                                                       | Producer of the Year (Non-Classical)                                     | Đề cử     |
| 1991 | "Whip Appeal"                                           | Best Male R&B Vocal Performance                                          | Đề cử     |
| 1991 | "My, My, My"                                            | Best Rhythm & Blues Song                                                 | Đề cử     |
| 1993 | "End of the Road"                                       | Best Rhythm & Blues Song                                                 | Đoạt giải |
| 1993 | —                                                       | Producer of the Year (Non-Classical)                                     | Đoạt giải |
| 1994 | The Bodyguard: Original Soundtrack Album (nhà sản xuất) | Album of the Year                                                        | Đoạt giải |
| 1994 | "For the Cool in You"                                   | Best Male R&B Vocal Performance                                          | Đề cử     |
| 1994 | "Can We Talk"                                           | Best Rhythm & Blues Song                                                 | Đề cử     |
| 1995 | "When Can I See You"                                    | Best Male R&B Vocal Performance                                          | Đoạt giải |
| 1995 | "When Can I See You"                                    | Best Rhythm & Blues Song                                                 | Đề cử     |
| 1995 | "You Mean the World to Me"                              | Best Rhythm & Blues Song                                                 | Đề cử     |
| 1995 | "I'll Make Love to You"                                 | Best Rhythm & Blues Song                                                 | Đoạt giải |
| 1995 | "I'll Make Love to You"                                 | Record of the Year                                                       | Đề cử     |
| 1996 | —                                                       | Producer of the Year                                                     | Đoạt giải |
| 1996 | "Someone to Love" (với Jon B.)                          | Best Pop Collaboration with Vocals                                       | Đề cử     |
| 1996 | "Someone to Love"                                       | Best Song Written Specifically for a Motion Picture or for Television    | Đề cử     |
| 1996 | "Red Light Special"                                     | Best Rhythm & Blues Song                                                 | Đề cử     |
| 1996 | "You Can't Run"                                         | Best Rhythm & Blues Song                                                 | Đề cử     |
| 1997 | "Sittin' up in My Room"                                 | Best Rhythm & Blues Song                                                 | Đề cử     |
| 1997 | "You're Makin' Me High"                                 | Best Rhythm & Blues Song                                                 | Đề cử     |
| 1997 | "Exhale (Shoop Shoop)"                                  | Best Rhythm & Blues Song                                                 | Đoạt giải |
| 1997 | "Exhale (Shoop Shoop)"                                  | Song of the Year                                                         | Đề cử     |
| 1997 | "Exhale (Shoop Shoop)"                                  | Best Song Written Specifically for a Motion Picture or for Television    | Đề cử     |
| 1997 | "It Hurts Like Hell"                                    | Best Song Written Specifically for a Motion Picture or for Television    | Đề cử     |
| 1997 | "Count On Me"                                           | Best Song Written Specifically for a Motion Picture or for Television    | Đề cử     |
| 1997 | "Change The World" (nhà sản xuất)                       | Record of the Year                                                       | Đoạt giải |
| 1997 | "Slow Jams"                                             | Best R&B Performance by a Duo or Group with Vocal                        | Đề cử     |
| 1997 | —                                                       | Producer of the Year                                                     | Đoạt giải |
| 1997 | Secrets                                                 | Best Pop Album                                                           | Đề cử     |
| 1997 | Waiting to Exhale: Original Soundtrack Album            | Album of the Year                                                        | Đề cử     |
| 1998 | The Day                                                 | Album of the Year                                                        | Đề cử     |
| 1998 | The Day                                                 | Best R&B Album                                                           | Đề cử     |
| 1998 | "Every Time I Close My Eyes"                            | Best Male Pop Vocal Performance                                          | Đề cử     |
| 1998 | —                                                       | Producer of the Year, Non-Classical                                      | Đoạt giải |
| 1998 | "A Song for Mama"                                       | Best Song Written Specifically for a Motion Picture or for Television    | Đề cử     |
| 1998 | "I Care 'Bout You"                                      | Best Short Form Music Video                                              | Đề cử     |
| 1998 | "How Come, How Long" (hợp tác với Stevie Wonder)        | Best Short Form Music Video                                              | Đề cử     |
| 1998 | "How Come, How Long" (hợp tác với Stevie Wonder)        | Best Pop Collaboration with Vocals                                       | Đề cử     |
| 1999 | "How Come, How Long" (Live) (hợp tác với Stevie Wonder) | Best Pop Collaboration with Vocals                                       | Đề cử     |
| 2000 | "When You Believe"                                      | Best Song Written for a Motion Picture, Television or Other Visual Media | Đề cử     |
| 2000 | FanMail                                                 | Album of the Year                                                        | Đề cử     |
| 2009 | Tha Carter III (nghệ sĩ đồng hợp tác)                   | Album of the Year                                                        | Đề cử     |
| 2013 | "Pray For Me"                                           | Best R&B Song                                                            | Đề cử     |
| 2015 | "Love, Marriage & Divorce" (với Toni Braxton)           | Best R&B Album                                                           | Đoạt giải |
| 2016 | "Let It Burn"                                           | Best R&B Song                                                            | Đề cử     |